# Derobrachus sulcicornis
Derobrachus sulcicornis är en skalbaggsart som beskrevs av Leconte 1851. Derobrachus sulcicornis ingår i släktet Derobrachus och familjen långhorningar.
Artens utbredningsområde är:
- Guatemala.
- Honduras.
- Nicaragua.

Inga underarter finns listade i Catalogue of Life.